# 美国参与的政权更迭 (冷战前期)
美国参与的政权更迭包括公开或秘密的旨在更改、更替、延续外国政权的行为。
二战结束后，美国政府在冷战背景下与苏联争夺全球领导权、影响力和安全感。在艾森豪威尔政府时期，美国政府担心苏联所支持的政府会损害美国的国家安全，并倡导多米诺骨牌理论，后来的总统也纷纷跟随艾森豪威尔这一理论。随后，美国将其行动区域扩大到了传统的行动区域——中美洲和加勒比地区之外。重要的行动包括美国和英国精心策划的1953年伊朗政变、1961年针对古巴的猪湾入侵，以及支持苏哈托将军在印度尼西亚推翻苏加诺。此外，美国还干预了多国的国家选举，包括1948年在意大利、1953年在菲律宾、1950-60年代在日本，以及1957年在黎巴嫩。根据一项研究，在1946年至2000年期间，美国对外国选举进行了至少81次公开和秘密的干预。另一项研究发现，美国在冷战期间尝试进行了64次秘密的和6次公开的政权更迭。

## 1940年代

### 1945－1948年：朝鲜半岛
1945年8月，大日本帝国向美国投降，结束了日本对朝鲜的统治。在吕运亨的领导下，成立了遍布朝鲜的人民委员会，来协调向朝鲜独立过渡。1945年8月28日，这些委员会成立了朝鲜临时国民政府，几周后将其命名为朝鲜人民共和国（PRK）。1945年9月8日，美军在朝鲜登陆，此后成立了驻朝鲜美国陆军司令部军政厅（USAMGK），管辖北纬38度线以南的朝鲜。USAMGK宣布PRK政府非法。
1948年5月，此前一直在美国居住的李承晚赢得了1948年韩国总统选举。这次选举遭到了其他众多政治家的抵制，而且投票仅限于财产所有者和纳税人，在较小的城镇，还由长者代替其他所有人投票。在美国政府的支持下，李承晚建立了与商业部门密切协调的威权统治，一直持续到1961年李承晚被推翻，而这又造成了一个类似的威权政权，一直到1980年代后期。

### 1945－1949年：中国
在第二次国共内战中，美国政府为蒋介石国民政府所领导的国民革命军提供了军事、后勤等援助，以对抗毛泽东领导的本土共产主义的中国人民解放军。在1945年8月日本向美国投降之前，国民党和解放军都在与日本占领军作战。日本的投降，也终结了满洲国和日本扶持的汪精卫国民政府。
日本投降后，美国继续支持国民党对抗解放军。美国将许多国民党军队从华中空运到满洲。约5万美军被派去守卫湖北和山东的战略要地。美国帮助训练和装备国民党军队，还把朝鲜军队甚至日军运回中国，来帮助国民党军队对解放军作战，但以失败告终。中国人民在日本占领军的脚下遭受了深重的苦难，但美国仍部署这样的日军对中国共产党作战，哈里·杜鲁门总统为此辩解道：“我们非常清楚，如果我们告诉日本人立即放下武器去海边，整个国家都将被共产党接管。因此，我们不得不采取非常措施，利用敌军来驻防，直到我们能将国军空运到华南并派海军陆战队守住海港。”抗日战争后不到两年，国民党就从美国获得了44.3亿美元，其中大部分是军事援助。

### 1947－1949年：希腊
希腊自1941年以来，一直处于轴心国占领之下。希腊流亡政府设在开罗，它并非经选举产生的，且忠于乔治二世国王。当时的共产主义游击队，被称为希腊人民解放军（ELAS），是由西方列强武装起来的。到1944年夏天，他们从轴心国的占领中，解放了除雅典外几乎希腊的全境，同时还攻击并击败了敌对的非共产主义的游击队，建立了一个敌对政府民族解放政治委员会。1944年8月12日，在英国登陆雅典地区前两天，德军从该地区撤退，结束了占领。
1946年希腊立法选举受到了希腊共产党的抵制，康斯坦丁诺斯·塔尔萨尔里斯在选举中获胜，组建了国家团结政府。在其后的希腊内战中，英国军队与希腊政府控制的希腊军队一起，与共产党的希腊民主军（DSE）交战，争夺对国家的控制权。到1947年初，英国政府无力再负担为与DSE作战而需要的巨额资金，根据1944年10月温斯顿·丘吉尔和约瑟夫·斯大林之间的英苏百分比协定，希腊被保留在西方的势力范围之内。因此，英国要求美国政府介入，于是美国的军事装备、军事顾问和武器大量涌入希腊。:553–554:129随着美国军事援助的增加，到1949年9月，政府最终获胜，完全恢复了希腊王国。:616－617 

### 1947－1970年代：意大利
1947年，由阿尔契德·加斯贝利领导并得到美国支持的天主教民主党（天民党）渐渐失去声望，而意大利共产党（意共）则成长迅速。这是由于意共努力支持西西里岛、托斯卡纳大区和翁布里亚大区的佃农，并且农业部长、共产党员福斯托·古洛的改革也支持了这些运动。5月31日，天民党策划行动，将所有左翼部长从内阁中驱逐出去。意共在其后的20年内再未在政府中担任过国家职务。加斯贝利是在美国国务卿乔治·马歇尔的压力下这样做的。马歇尔告诉他，反共是接受美国援助的先决条件，并让大使詹姆斯·克莱门特·邓恩直接要求加斯贝利解散议会及清除意共。
美国中央情报局（中情局）承认在1948年选举中，向意大利中间派政党提供了100万美元。中情局还伪造了信件，以诋毁意共领导人。美国机构发起了一场“千万封信”活动，通过大量短波广播，以及资助书籍、文章的出版，警告意大利人什么是共产主义胜利的必然后果。《时代杂志》也在美国国内民众面前支持该活动，尤其是在1948年4月19日，让天民党领袖及总理阿尔契德·加斯贝利登上封面和头条新闻。同时，美国秘密说服英国工党向社会民主人士施压，要求他们结束对意共的支持；美国还在意大利社会党内部制造分裂。
中情局最终花费了至少6500万美元帮助意大利政客选举。截至1999年，美国特勤局仍反对将所有与影响1948年意大利选举相关的秘密文件进行完全解密。

### 1948年：哥斯达黎加
民族共和党的基督教社会主义者、医师拉斐尔·安赫尔·卡尔德隆·瓜迪亚于1944年通过民主方式上台，推动了全面的社会改革，并与哥斯达黎加共产党结盟。中情局支持的反对派，与政府之间关系紧张，这导致了1948年短暂的哥斯达黎加内战。这场内战结束了卡尔德隆的政府，并形成了何塞·菲格雷斯·费雷尔18个月事实上的短暂统治。然而，菲格雷斯也持有左倾思想，继续推进社会改革进程。战后，民主迅速恢复，卡尔德隆派和菲格雷斯派两党之间形成了两党制，并在该国发展了近60年。

### 1949－1953年：阿尔巴尼亚
二战之后，欧洲其它国家都在着眼和平时期的会议，但阿尔巴尼亚却陷入了混乱，而且伤亡惨重。它面临着被旁边大国吞并的威胁。在南斯拉夫退出东方集团之后，阿尔巴尼亚这个小国在地理上就与东方集团其它国家隔开了。
美、英两国利用这种情况，招募在苏联入侵后逃离的反共阿尔巴尼亚人。美、英成立了由许多流亡者组成的自由阿尔巴尼亚全国委员会。招募的阿尔巴尼亚人接受美、英的培训，多次渗透到阿尔巴尼亚。最终，行动被发现，许多特工逃跑，被处决或受审，行动失败。基于《纳粹战争罪行披露法》（Nazi War Crimes Disclosure Act，简称NWCDA），该次行动于2006年解密，现可在美国国家档案馆查阅。

### 1949年：叙利亚
1948年，舒克里·库瓦特利政府取得连任，但被军政府推翻。军政府的领导人是时任叙利亚陆军参谋长的胡斯尼·艾尔-扎伊姆，他于1949年4月11日成为叙利亚总统。扎伊姆与中情局特工有着广泛的联系，但美国在政变中所起的确切作用还存在很大争议。在叙利亚议会中被搁置的跨阿拉伯管道建设，在政变后一个多月就获得了新总统扎伊姆的批准。

## 1950年代

### 1950－1953年：缅甸和中国
在第二次國共內戰中，中国共產黨取得了胜利，中華民國國軍殘部撤退到台灣和緬甸北部地區，而撤退到緬甸之國軍餘部，即日後所稱之泰緬孤軍。在中國直接介入朝鲜战争後，中情局从1950年底或1951年初开始，從台灣僱傭了國民黨武裝分子並將他們運送到緬甸联邦，支援泰緬孤軍，或称云南军队。這些武裝分子是由民航空運公司（后更名为美国航空）負責運送的，该公司由中情局和中華民國政府共同拥有和運營。:441
這場行動被中央情報局稱為「文件行動（Operation Paper）」，包含了中情局在缅甸的军事顾问所使用的计划，協助李弥將軍在幾年內反攻中國西南。中華民國政府希望最終能奪回中國大陆，但遭到了美國國務院的反對。:442然而，每次的入侵都被共產黨軍隊所擊退。由於泰緬孤軍的勢力不斷在緬甸擴張，控制了當地大片地區，緬甸政府一再向聯合國抱怨遭到了軍事入侵。中情局雇用飞行员驾驶CAT的飞机，通过由泰國飛往緬甸的秘密航班，將美國武器和其他物資運送给當地的孤軍；在回程航班上，CAT的飞机则将鸦片从孤軍运送给在泰国曼谷的三合会毒贩。

### 1952年：埃及
1952年1月，由于埃及民族主义者对英国继续占领苏伊士运河和埃及在1948年阿以战争中战败的广泛不满，开罗发生骚乱，美国国务院于次月派遣中情局官员小克米特·罗斯福去会见埃及王国的法鲁克一世。美国当时的政策是说服法鲁克进行改革，以削弱埃及激进分子的吸引力，并稳定法鲁克对权力的控制。美国提前获悉，由民族主义者和反共的自由军官所领导的7月23日革命取得了成功，由穆罕默德·纳吉布和贾迈勒·阿卜杜-纳赛尔所领导的埃及共和国取代了埃及君主制。中情局官员小迈尔斯·科普兰在其回忆录中说，罗斯福与策划者（包括未来的埃及总统纳赛尔）事先进行了三次会面，帮助协调政变；解密文件并未证实这一点，但有一些间接的证据部分证实了这一点。罗斯福和几个据说出席了这些会议的埃及人，否认了科普兰的说法；另一位美国官员威廉·莱克兰 (William Lakeland) 表示，其真实性值得商榷。休·威尔福德（Hugh Wilford）指出：“无论中情局是否在自由军官1952年7月政变之前就直接与他们打交道，在革命之后的几个月里，美国和埃及之间都存在广泛的秘密接触。”

### 1952年：危地马拉
PBFORTURE行动是1952年美国的秘密行动，旨在推翻危地马拉的民选总统哈科沃·阿本斯。该行动由美国总统哈里·杜鲁门授权，中央情报局策划。由于阿本斯发起的土地改革威胁到了联合果品公司的经济利益，联合果品公司一直在大力游说推翻阿本斯。美国还担心阿本斯政府受到共产党的影响。
这次政变的策划除了受到联合果品公司的支持外，也得到了安纳斯塔西奥·索摩查·加西亚、拉斐尔·特鲁希略和马科斯·佩雷斯·希门内斯的支持。他们分别是尼加拉瓜、多米尼加和委内瑞拉的受美国支持的右翼独裁者，他们感觉受到了民主的危地马拉革命的威胁，因此试图破坏它。该计划包括向流亡的危地马拉军官卡洛斯·卡斯蒂略·阿马斯提供武器，由他领导从尼加拉瓜的入侵。

### 1952－1953年：伊朗
自1944年以来，伊朗实行君主立宪制，由沙阿穆罕默德-礼萨·巴列维进行统治。从19世纪后期在伊朗发现石油开始，主要大国利用伊朗政府的软弱来获取利益，许多人认为伊朗并未能从中分享到它应得的利润。二战期间，英国、苏联和美国都卷入了伊朗事务，包括1941年英苏入侵伊朗。伊朗官员开始注意到英国的税收在增加，而伊朗的税收却在减少。到1948年，英国从英伊石油公司实际获取的收入比伊朗更多。解决这一问题和其它伊朗所关切问题的谈判，反而加剧了紧张局势。
1951年3月15日，伊朗伊斯兰议会通过了由改革派政治家穆罕默德·摩萨台所倡导的法律，将英伊石油公司国有化。两天后，参议院批准了这项措施。十五个月以后，摩萨台被议会选举为总理。国际商业对此感到担忧，并随后抵制了伊朗国有石油工业的石油。这使得英、美担忧，摩萨台可能是共产主义者。据报道，他得到了共产主义政党伊朗人民党的支持。
在1952年伊朗立法选举中，中情局开始支持18名他们中意的候选人。在一些忠于摩萨台的城市代表获选后，摩萨台暂停了这一选举。新议会赋予摩萨台紧急权力，这也削弱了沙阿的权力，并就沙阿和总理的角色进行了宪法斗争。英国强烈支持沙阿，而美国则保持中立。然而，随着艾森豪威尔当选为美国总统，美国的立场在1952年底发生了变化。中情局发起了阿贾克斯行动，由小克米特·罗斯福指挥，通过外交和贿赂手段，说服沙阿取代摩萨台，从而将摩萨台赶下台。1953年伊朗政变（伊朗称为“28 Mordad coup”，即“八·二八政变”）是由英国（名为“Operation Boot”，即“靴子行动”）和美国（名为“TPAJAX Project”，即“阿贾克斯行动”）的情报机构精心策划的。最终，通过由中情局的唐纳德·威尔伯口述的法令，由中情局选择的法兹卢拉·扎赫迪将军取代了摩萨台。
政变见证了巴列维从君主立宪制到威权的转变，他严重依赖美国政府的支持。在1979年伊朗伊斯兰革命期间，美国停止了支持，因为他自己的安全部队拒绝向非暴力人群开枪。直到2013年8月政变60周年时，中情局才承认其对此负责。

### 1954年：危地马拉
在1954年中情局的PBSUCCESS行动中，美国政府发动了一场政变，1950年当选总统的哈科沃·阿本斯所领导的政府被成功推翻，卡洛斯·卡斯蒂略·阿马斯被扶植上台，他是一系列右翼独裁者中的第一个。:92这样做不仅是出于遏制意识形态的目的，而且联合果品公司已与中情局接洽，因为它认为由于引入了反剥削法，该国工人的状况可能导致其利润损失。这次行动的成功，使其成为了中情局未来行动的典范，因为中情局在向美国总统汇报伤亡情况时撒了谎。

### 1956－1957年：叙利亚
1954年叙利亚政变以后，第二叙利亚共和国由纳赛尔主义平民政治家萨布里·阿萨利统治，与叙利亚武装部队密切合作，但受到了美国支持的极右翼政党叙利亚民族社会党的挑战。1956年的“散乱行动”是一次针对阿萨利的失败的政变阴谋。中情局计划在1956年10月下旬发动政变推翻叙利亚政府。该计划需要由叙利亚军方来接管主要城市和边境口岸。:49但由于以色列在1956年10月入侵埃及，该计划被迫推迟。美国的策划者认为，在阿拉伯世界与“以色列的侵略”作斗争之际，他们的行动无法取得成功。由于行动暴露，美国的密谋者不得不逃离该国。:51
1957年的徽章行动是针对叙利亚的第二次政变计划，由中情局的克米特·罗斯福精心策划。该计划准备暗杀关键的叙利亚高级官员，将叙利亚边境的军事事件归咎于叙利亚，然后以此作为借口，让伊拉克和约旦军队入侵，针对叙利亚民众进行大力的宣传活动，并将“破坏、国家阴谋和各种暴力活动”归咎于大马士革。这次行动失败了，因为叙利亚军官贿赂了数百万美元以实施政变，这一阴谋被透露给了叙利亚情报部门。美国国务院否认了企图政变的指控，并与美国媒体一起指责叙利亚是苏联的一颗“卫星”。
1957年还有第三次计划，名为“首选计划”（The Preferred Plan）。除了英国的军情六处，中情局也计划支持和武装几次起义。但该计划从未实施。

### 1957－1959年：印度尼西亚
印度尼西亚是不结盟运动的创始成员，也是1955年4月万隆会议的东道国，自1945年以来一直由总统苏加诺统治。当时，印尼正在制定独立的外交政策，在军事上不加入冷战中的任何一方。在1956年10月访问中华人民共和国之后，苏加诺创立了一种称为“指导式民主”的专制统治形式。
从1957年开始，艾森豪威尔命令中情局推翻苏加诺。1958年2月，中情局支持了由反叛印尼军官发动的政变计划，但政变失败了。艾伦·劳伦斯·波普等中情局飞行员，驾驶着由中情局掩护机构民航空运公司（CAT）运营的飞机，轰炸了印尼的民用和军事目标。中情局指示CAT飞行员瞄准商业航运，以恐吓外国商船远离印尼水域，从而削弱印度尼西亚经济，进而破坏印尼政府的稳定。中情局的空袭导致几艘商船沉没，:155他们还轰炸了一个市场，导致许多平民丧生。:131当时政变计划失败了，艾森豪威尔否认美国有任何参与。

### 1959－1963年：南越
1959年，越南工人党在该国南部成立分部，开始了反对越南共和国的叛乱。负责支援的是559大队，该部队于当年由北越组建，通过胡志明小道运送武器。美国支持南越对抗共产党。1960年美国大选之后，约翰·肯尼迪总统更多地参与了打击叛乱的斗争。

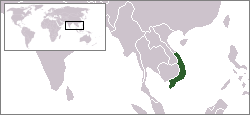
南越的位置

从1963年中开始，肯尼迪政府对南越总统吴廷琰越来越感到失望，因为其统治腐败，实行压迫统治，并且对多数佛教徒进行迫害。鉴于吴廷琰拒绝进行改革，美国官员就是否应该支持取代他进行了辩论。8月21日，南越特种部队直接从皇宫接受命令，突袭了全国各地的佛教寺庙，造成数百人死亡。此后美国官员结束了辩论，并于24日发出了243号电报，指示美国驻南越大使小亨利·卡伯特·洛奇：“检查所有可能的替代领导者，并制定详细计划，以确定在必要时，我们如何实现替换掉吴廷琰。”洛奇及其联络官卢西恩·科奈恩联系了不满的越南共和国陆军军官，并保证美国不会反对政变或因此削减援助。这些努力最终引发了1963年11月1日至2日的政变，吴廷琰及弟弟吴廷瑈被杀。到1963年底，越共在对抗南方政府和美国时转向了更加激进的战略。
《五角大楼文件》总结道：“从1963年8月开始，我们对越南将军的政变努力进行了各种授权、认可和鼓励，并全力支持继任政府。10月，我们直接断绝了对吴廷琰的援助，给将军们开绿灯。在政变的整个策划和执行过程中，我们一直与他们保持着秘密的联系，并寻求审查他们的行动计划，及对新政府提供建议。”

### 1959－1962年：古巴

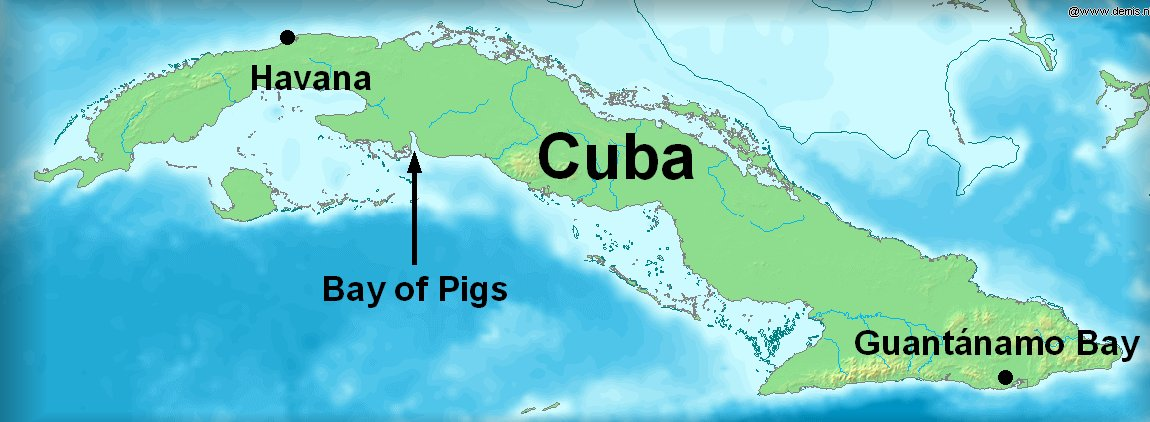
猪湾在古巴的位置

富尔亨西奥·巴蒂斯塔将军是一位军事独裁者，他于1952年3月夺取了古巴的政权，在1958年3月之前一直受到美国政府的支持。他的政权于1958年12月31日被推翻，这也标志着由菲德尔·卡斯特罗及其七二六运动领导的古巴革命的结束。卡斯特罗于1959年2月就任总理。一些由中情局训练的古巴流亡者，在中情局的支持下组建了一支部队，并在美军的支持和武装下入侵了古巴，企图推翻卡斯特罗政府。这次入侵是1961年4月发起的，即约翰·肯尼迪就任美国总统三个月之后，但古巴军队在三天内就击败了入侵的武装人员。
猫鼬行动是美国政府旨在推翻古巴政府的行动，时间长达一年。该行动包括经济战，其中包括对古巴的禁运，“以促使共产主义政权无法满足古巴的经济需求”，也包括孤立古巴的外交举措，以及“使人民越来越怨恨政权”的心理战。:711－717该行动的经济战部分还包括渗透中情局特工针对平民目标的许多破坏活动，例如一座铁路桥梁、一座糖蜜储存设施、一座发电厂，以及食糖的收获，尽管古巴一再要求美国政府停止其武装行动。:711－717此外，中情局还策划了多起暗杀菲德尔·卡斯特罗事件，企图暗杀这位古巴政府首脑，其中包括中情局尝试与美国黑手党合作。美国国家安全档案馆在2021年4月公布的文件显示，中情局还参与了1960年暗杀劳尔·卡斯特罗的阴谋。
继1958年3月在巴蒂斯塔独裁统治期间，美国首次对古巴实施武器禁运之后，艾森豪威尔在1960年10月19日实施了进一步制裁，因为古巴将美国所拥有的古巴炼油厂无偿国有化了。这次新的禁运导致，除食品和药品外，对古巴出口的所有商品，都被禁止进入该岛。1962年2月7日，肯尼迪将禁运扩大到几乎所有商品，一直持续至今。唐纳德·特朗普在其执政期间增加了200多项制裁，并在2021年1月卸任前不久将该国重新归为支持恐怖主义的国家，推翻了其前任贝拉克·奥巴马在2015年5月的举措。
自1992年以来，联合国大会每年都通过一项决议，要求结束禁运，美国和以色列是仅有的持续投票反对该决议的国家。

## 1960年代

### 1960－1965年：刚果（利奥波德维尔）
1960年5月，帕特里斯·卢蒙巴当选刚果共和国（现刚果民主共和国）首任总理。1960年6月，该国从比利时完全独立。7月，刚果危机爆发，军队发生兵变。比利时希望保持对该地区资源的控制权，因此支持加丹加和南开赛地区并取得成功，从而引发了刚果危机。卢蒙巴在联合国呼吁帮助自己，但联合国部队只同意维持和平，并不阻止分裂运动。卢蒙巴随后同意接受苏联的帮助，以阻止分裂分子。因为该国有铀矿，因此令美国感到担忧。起初，艾森豪威尔政府计划用牙膏毒死他，但该计划后被中止。中情局派官员悉尼·戈特利布带着毒药与一名代号为“WI/Rogue”的非洲中情局内线联络，让该内线暗杀卢蒙巴，但卢蒙巴躲了起来，因此行动未能完成。在美国的支持下，陆军上校蒙博托·塞塞·塞科，于1960年9月14日推翻了卢蒙巴。在被关进监狱后，卢蒙巴又被蒙博托送往加丹加，并在不久后于1961年1月17日被处决。
卢蒙巴被杀后，美国开始资助蒙博托，以保护其安全，对抗分裂分子和反对派。卢蒙巴的许多支持者向东发展，建立了刚果自由共和国，首都位于斯坦利维尔，反对蒙博托政府。最终，斯坦利维尔政府同意重新加入利奥波德维尔政府，受其统治，然而在1963年，卢蒙巴的支持者在该国东部组建了另一个独立政府，并发动了辛巴叛乱。叛乱得到了苏联及其它许多东方集团国家的支持。1964年11月，美国和比利时发起龙胭脂行动，营救被辛巴叛军在斯坦利维尔劫持的人质。行动取得了成功，并将辛巴叛军逐出了该市，使其陷入了混乱。最终，辛巴叛军在次年被刚果军队击败。
在1965年3月的选举之后，蒙博托·塞塞·塞科于11月在美国和其它列强的支持下发动了第二次政变。蒙博托·塞塞·塞科宣布将在五年内恢复民主，所以最初他很受欢迎。但他反而采取了越来越专制的威权，最终成为了国家的独裁者。

### 1960年：老挝
1960年8月9日，贡勒上尉率其老挝皇家陆军伞兵营在“中立”纲领下发动了一场不流血政变，夺取了行政首都万象的控制权，其既定目标是结束在老挝激烈的内战，结束外国干涉，终结外国援助导致的腐败，改善军人待遇。:32－33在中情局的支持下，泰国总理兼陆军元帅沙立·他那叻，成立了一个秘密的泰国皇家军队咨询小组，名为Kaw Taw。Kaw Taw与中情局一起支持了1960年11月针对万象新中立主义政府进行的反政变，向沙立的堂兄富米·诺萨万将军提供火炮、炮兵和顾问。它还在中情局的支援下，在老挝境内部署了警察空中增援部队（PARU）。:33－35、40、59借助中情局掩护机构美国航空空运战争物资，加之美国其它的军事援助和来自泰国的秘密援助，富米·诺萨万将军的部队在1960年11月占领万象。:21－25、27

### 1961年：多米尼加共和国

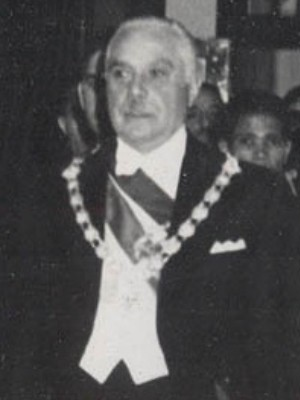
1952年的特鲁希略

1961年5月，多米尼加共和国的统治者拉斐尔·特鲁希略被美国中央情报局（CIA）提供的武器所谋杀。中情局一份内部备忘录指出，1973年监察长办公室调查了该谋杀案，披露“政府机构深度介入了阴谋”。中情局将其在“改变”多米尼加政府过程中的作用描述为“成功”，因为它协助将多米尼加共和国从极权独裁国家转变为西式民主国家。”早先接受过中情局资助的胡安·博施，在1962年当选为多米尼加共和国总统，但在1963年被废黜。

### 1961－1964年：巴西
雅尼奥·夸德罗斯于1960年8月当选巴西总统，并于1961年8月辞职，由副总统若昂·古拉特接任，但遭到军方保守派的强烈反对，他们试图否定他的统治。古拉特支持民主权利、巴西共产党合法化，以及经济和土地改革，但美国政府坚持要求他制定经济紧缩政策。美国政府实施了一项破坏国家稳定的计划，代号为“山姆兄弟行动”（Operation Brother Sam）。计划的内容包括切断对巴西联邦政府的援助，向反对新总统的巴西州长提供援助，并鼓励巴西武装力量高级军官夺取政权并支持陆军参谋长翁贝托·德·阿伦卡尔·卡斯特洛·布朗库将军。布朗库将军领导了1964年4月推翻古拉特政府的政变，结束了巴西第四共和国，并被任命为军事政权的第一任总统，而美国政府表示称赞，并重新对该国提供援助和投资。

### 1963年：伊拉克
一些来源，尤其是赛义德·阿布里什声称，导致伊拉克成立复兴党政府的1963年2月政变是由中情局“策划”的。:57、220但尚无解密的美国文件证实这一指控。然而，美国国家安全委员会高级官员罗伯特·科默在1963年2月8日写信给约翰·肯尼迪总统说，伊拉克政变“对我们来说几乎可以肯定是利大于弊……中情局对这一谋划有出色的报告，但我怀疑他们或英国在这件事上究竟有多大功劳。”布兰登·沃尔夫-亨尼卡特（Brandon Wolfe-Hunnicutt）指出，“关于美国对1963年2月伊拉克政变的外交政策，学者们的解释仍然存在分歧”，但他同意“有可信的证据表明美国在政变中发挥的作用”。
塔雷克·Y·伊斯梅尔（Tareq Y. Ismael）、杰奎琳·S·伊斯梅尔（Jacqueline S. Ismael）和格伦·E·佩里（Glenn E. Perry）声称：“1963年2月8日，复兴党部队和军官与中情局合作推翻了卡塞姆。”相反，布赖恩·R·吉布森（Bryan R. Gibson）认为：“中情局没有支持1963年2月的复兴党政变，证据优势证实了这一结论。”:52－54、57－58、200政变之后，在反共清洗和伊拉克对库尔德叛军及平民的暴行中，美国向新的复兴党政府提供了物质支持。:59－61、68－72、80因此，内森·西蒂诺（Nathan Citino）断言：“美国尽管没有发动斋月政变，但其至少是纵容了，最差的情况是助长了随后的暴力。”1963年11月，复兴党政府因与叙利亚统一的问题而垮台。（1963年3月，复兴党的叙利亚分支夺取了叙利亚政权。）:77－79
约旦国王侯赛因和其他人指控，中情局（或其它美国机构）向复兴党政府提供了共产党人和其他左翼分子的名单，这些人随后被复兴党的伊拉克国民警卫队逮捕或杀害。关于这一指控，已经进行了大量学术讨论。吉布森和汉娜·巴达图强调，伊拉克共产党员的身份是公开的，复兴党并不需要依靠美国的情报来识别他们。但西蒂诺认为这些指控看起来是合理的，因为美国驻伊拉克大使馆实际上已经编制了这样一份名单，并且参与清洗的伊拉克国民警卫队员在美国接受了培训。:59:220－222

### 1965－1967年：印度尼西亚
1965年10月1日，初级军官和苏加诺总统宫廷卫队的指挥官指责印度尼西亚国民军高级军官正在策划一场由中情局支持的针对苏加诺总统的政变，并杀死了六名高级将领。同日，苏哈托将军和其他高级军官袭击了初级军官，并指责印度尼西亚共产党（PKI）策划杀害了那六名将领。军队发起了一场基于谎言的宣传攻势，并煽动平民暴徒攻击那些被认定的PKI支持者和其它政治反对派。印度尼西亚政府军与一些平民合作，实施了数月的大屠杀。学者们估计的平民死亡人数，从50万到超过100万不等。美国大使马歇尔·格林鼓励军队领导人对政治对手采取强有力的行动。
2017年，美国驻印度尼西亚大使馆的解密文件证实，为了自身的地缘政治利益，美国知晓、协助并鼓励了大屠杀。1990年，美国外交官向记者凯西·卡丹（Kathy Kadane）透露，他们向印尼军方提供了一份有数千人的名单，称这些人是PKI支持者或其他左翼分子，然后美国官员再从中列出谋杀名单。苏加诺总统的支持基础，在很大程度上被消灭和监禁，其余的则受到惊吓，因此他在1967年被迫下台，取而代之的是由苏哈托将军领导的独裁军事政权。历史学家约翰·鲁萨（John Roosa）指出：“几乎在一夜之间，印度尼西亚政府从冷战中立和反帝国主义的强烈声音，变成了美国世界秩序的安静、顺从的伙伴。”:158这场运动被认为是冷战的一个重要转折点，并且相当成功，以至于它成为了美国在亚洲和拉丁美洲支持的其它政变和反共灭绝运动的典范。:238－243